# Provincia de Duarte
Duarte es una de las 32 provincias de la República Dominicana. Se nombró así en honor a Juan Pablo Duarte, padre de la patria de este país. En esta misma ciudad, se lleva a cabo el desfile Nacional en conmemoración al natalicio de Duarte.
El 26 de enero de cada año se dan cita en el parque central de esta ciudad, cientos de miles de personas a presenciar el desfile Nacional; siendo San Francisco de Macorís la capital de la provincia Duarte.

## Historia
En los tiempos de la colonización de un grupo de aborígenes del tipo denominado macorixes los cuales habitaron la región oriental de la isla de La Española.
En el siglo XVIII, se fundó una capilla para la Señora de Santa Ana, construida en lo que hoy es el Rincón San Francisco de Macorís. Para el siglo XIX admitió categoría de parroquia para luego ser convertida en distrito de La Vega. Mediante la ocupación haitiana San Francisco fue catalogada como común del Cantón de Santiago. Cuando se proclamó la independencia de República Dominicana, Duarte fue el primer pueblo del Cibao que se alzó a favor de la gesta de la Puerta del Conde. Luego de que la república se había constituido Duarte pasó a ser un común de La Vega.
En 1896 San Francisco se vuelve cabecera del distrito Pacificador —este nombre se le otorgó en honor al presidente Ulises Heureaux "Lilís", a quien se le dio el título de Pacificador de la Patria—. En 1907 se convierte en provincia con el mismo de Pacificador. En el 1925 se le cambió el nombre de Provincia Pacificador por el de Provincia Duarte, en honor del Padre de la Nacionalidad, Juan Pablo Duarte.

## División administrativa
La provincia Duarte tiene 1605,35 km². Está dividida en siete municipios y once distritos municipales.
Los municipios y distritos municipales (D.M.) son:
- San Francisco de Macorís, municipio cabecera de la provincia
  - Cenoví (D.M.)
  -  El Jaya  (D.M)
  - La Peña (D.M.)
  - Presidente Don Antonio Guzmán Fernández (D.M.)
- Arenoso
  - Aguacate (D.M.)
  - Las Coles (D.M.)
- Castillo
- Eugenio María de Hostos (municipio)
  - Sabana Grande (D.M.)
- Las Guáranas
  - La Enea. (D.M.)
  - Montenegro. (D.M)
- Pimentel
- Villa Riva
  - Agua Santa del Yuna (D.M.)
  - Barraquito (D.M.)
  - Cristo Rey de Guaraguao (D.M.)
  - Las Táranas (D.M.)

## Población
Según el censo del 2012, la provincia Duarte contaba con 289 574 personas de las cuales 147 424 eran hombres y 142 150 mujeres.
El porcentaje de la población urbana es de 66.3 % y la ciudad más poblada es San Francisco de Macorís con 188,118 habitantes. Para sacar el saldo migratorio en la provincia Duarte es de 34,767 inmigrantes y 94,166 emigrantes. El saldo migratorio es negativo en 59,399 personas (20.9% del total de la población que reside).

## Geografía
La provincia Duarte se localiza en la parte oriental del Valle del Cibao. Su altitud sobre el nivel del mar parte desde los 17 a los 985 m s. n. m. y su altitud máxima es la Loma Quita Espuela.
Su extensión territorial es de unos 1.649,5 km² que vendría siendo el 3.4% de la República Dominicana. Limita al norte con la provincia María Trinidad Sánchez, al sur con las provincias Sánchez Ramírez y Monte Plata; al oeste con La Vega y Salcedo, y al este con Samaná.
Está definida dentro de dos regiones geomórfica que son la vertiente Norte por la Cordillera Septentrional la cual comprende zonas montañosas, con suelo de turba como los del Delta del Yuna y suelos rocosos; y en la vertiente Sur por el Valle del Cibao en la Subregión del Yuna que se definen abanicos aluviales al igual que zonas de lomas y plataformas.
En la provincia Duarte se encuentra el río Camú y el Yuna. Estas se encuentran en los distritos de riego del Yuna – Camú y del Bajo. Aparte, Duarte cuenta con algunas corrientes superficiales de aguas que son los ríos Jaya, Cuaba, Nigua y Payabo.
Esta provincia es atravesada por dos fallas geológicas las cuales son la falla Septentrional en las que se encuentran los municipios de Arenoso, Castillo y San Francisco de Macoris; y la falla del Cibao que pasa por los municipios de Las Guaranas, Castillo, Villa Riva y Pimentel. La falla Septentrional está localizada en la parte Norte y la falla del Cibao está situada en la parte Sur.

## Economía
Duarte  una de las provincias dominicanas de mayor desarrollo económico. El centro fabril y comercial es San Francisco de Macorís, donde se encuentra una zona industrial de gran desarrollo y que, además, se encuentra en una zona de alto desarrollo agropecuario.

### Agropecuaria
Es una región de grandes producciones agrícola y ganadera, en sus tierras se producen frutos como el cacao, café, tabaco, plátano, guineo y arroz. Es muy importante la pecuaria, especialmente de ganado vacuno de leche. Hay muchas agroindustrias desarrolladas para procesar los productos de la provincia y regiones aledañas.

### Industrial
Duarte, provincia del Noreste conocida por su liderazgo en la agricultura, produce el 70% del cacao que se exporta y el 60% del arroz que se consume en el país, sin embargo, su potencial para la agroindustria y ecoturismo es un diamante en bruto. El 24.4% de la población trabajadora se dedica principalmente al comercio, el 19.2% a la agricultura y ganadería y el 9.3% a la industria manufacturera. La tasa de desempleo es de 13.3%. De las 55 mil toneladas de cacao que se producen al año en el país, 32 mil salen de esta zona.
El comercio es diverso en la provincia, va desde supermercados, tiendas, inmobiliaria, hasta centros de diversión; mientras que la economía informal juega un papel preponderante. La economía de la zona también es sustentada por las remesas, tras la emigración de miles de francomacorisanos en los años 80.

## Educación
Hay registrados alrededor de 66,028 estudiantes de los cuales 54,299 se encuentran en escuelas públicas y 11,299 en escuelas privadas. Duarte contiene aproximadamente 310 centros escolares y 40 liceos. 

## Clima
Esta provincia tiene un clima tropical húmedo de bosque en parte correspondiente al valle del Yuna. En la otra parte, situada en el extremo oriental de la cordillera Septentrional el clima es tropical húmedo de selva.
La temperatura media anual es de 25.6 °C y su temperatura más baja es de 16 °C

## Deportes
El equipo de béisbol de la provincia es los Gigantes del Cibao y en el moderno estadio Julián Javier se celebraron los Juegos Nacionales en el año 1975. También hay equipos de baloncesto (entre los que destacan Los Indios), voleibol, softball y tenis.